# ریشارد روستل
ریشارد روستل (آلمانی: Richard Röstel، زاده ۱۸۷۲ - درگذشته نامشخص) ژیمناست هنری اهل آلمان بوده است.
از افتخارات وی میتوان به کسب مدال طلا پارالل تیمی و بارفیکس تیمی در بازی‌های المپیک تابستانی ۱۸۹۶ اشاره کرد.